# احمدگره
احمدگره (به انگلیسی: Ahmedgarh) یک منطقهٔ مسکونی در هند است که در پنجاب (هند) واقع شده‌است.

## خصوصیات
احمدگره ۶ کیلومترمربع مساحت و ۲۸٬۰۰۷ نفر جمعیت دارد.